# Eurysthaea cinctella
Eurysthaea cinctella är en tvåvingeart som beskrevs av Louis-Paul Mesnil 1953. Eurysthaea cinctella ingår i släktet Eurysthaea och familjen parasitflugor. Inga underarter finns listade i Catalogue of Life.